# Протести в Абхазії (2024)
У листопаді 2024 року на тлі підписання та ратифікації угоди, яка передбачає низку пільг для російських інвесторів у частково визнаній Республіці Абхазія спалахнули протести. Влада запевнила, що документ спрямований на залучення інвестицій в економіку, однак противники угоди були впевнені, що її умови вигідні виключно російській стороні. Опозиція вимагала відставки президента Аслана Бжанія.

## Передумови
«Угода між Урядом Російської Федерації і Урядом Республіки Абхазія про реалізацію російськими юридичними особами інвестиційних проектів на території Республіки Абхазія » була частиною програми гармонізації законодавства Росії та Абхазії, започаткованого у 2020 році. Офіційний текст угоди був опублікований 31 серпня 2024 року і викликав резонанс в Абхазії. Документ передбачав низку пільг для великих російських інвесторів, але головне занепокоєння опозиції викликала стаття про передачу земельних ділянок у власність російських компаній. Поширення російського бізнесу у республіці може позбавити місцевих жителів прибутку від туризму.
30 жовтня міністерка економіки Абхазії Крістіна Азган підписала документ у Москві. За словами мітингувальників, це було зроблено всупереч абхазьким законам — без попереднього погодження з парламентом. 9 листопада Азган підтвердила, що російська сторона не прийняла багато поправок із абхазької сторони.11 листопада депутати абхазького парламенту прийняли закон про «багатофункціональні комплекси», що передував ратифікації інвестиційної угоди. Його планували розглянути на засіданні 15 листопада, і опозиція анонсувала на цей день акцію протесту.

## Хід подій

### 11-12 листопада
ротести почалися в ніч з 11 на 12 листопада після арешту п'ятьох опозиціонерів, які, за даними влади, напали на депутата абхазького парламенту. Вранці 12 листопада демонстранти перекрили три ключові дороги Сухумі, перекривши Гумістинський, Нижній Гумістинський і Кадорський мости. Також мітингувальники намагалися прорватися до будівлі Державної служби охорони Абхазії. Ближче до вечора всіх п'ятьох затриманих опозиційних політиків відпустили, після чого демонстранти відступили від доріг, що на деякий час стабілізувало ситуацію в Сухумі.

### 15 листопада
15 листопада парламент мав розглянути проект закону про ратифікацію угоди з Росією. Акція протесту почалася одночасно з відкриттям парламентської сесії. Через протести депутати не змогли домовитися про порядок засідання, тому сесію скасували. Однак ситуація ще більше загострилася після оголошення про перенесення голосування. Люди, які зібралися біля будівлі парламенту стали вимагали від депутатів зібратися та проголосувати проти угоди. Абхазька опозиція заявила що зібралося 2,5 тис. людей. Протестувальники принесли прапори Абхазії та Росії на знак дружби та підтримки зміцнення абхазько-російських відносин, а також звинуватили Бжанію у «намаганні використовувати ці зв'язки в особистих егоїстичних інтересах і маніпуляціях для зміцнення свого режиму».
Незабаром почалися сутички: протестувальники закидали силовиків яйцями та пляшками і автомобілем протаранили паркан і намагалися прорватися на територію парламенту. Силовики намагалися перекрити проїзд, під'їхавши до місця прориву пожежною машиною, але мітингувальникам вдалося її захопити. Проти них застосовували димові шашки, сльозогінний газ, та  повідомлялося про звуки пострілів. Внаслідок сутичок вісім осіб потрапили до лікарні.
На переговорах з мітингувальниками прибули голова ДБР, потім міністр внутрішніх справ Роберт Кіут і голова ДБР Дмитро Кучуберія. Вони пообіцяли передати вимоги мітингувальників президенту Абхазії, який на той час покинув управління з охороною.
Протягом дня мітингувальники зламали ґрати на вікнах парламенту, відчинили двері ломом і увірвалися в будівлю парламенту. Учасники мітингу також зайняли Адміністрацію президента. Силовики, які охороняли будівлю парламенту, вийшли з оточення та покинули територію комплексу. Присутні скандували «дезертир», «відставка» та «Росія». Лідери опозиції наполягали, що протест спрямований «не проти Росії, а проти олігархів — як російських, так і абхазьких». Спікера парламенту відправили до президента з вимогою про відставку. Мітингувальники створили Координаційну раду, до якої увійшли представники громадських об’єднань. Вони заявили про намір залишатися в урядовому комплексі до відставки Бжанії. Одразу після захоплення будівель прес-служба президента оприлюднила заяву про швидке відкликання законопроекту.

### 16 листопада
16 листопада Аслан Бжанія пообіцяв піти у відставку та призначити віце-президента виконуючим обов’язки президента лише в тому випадку, якщо протестувальники покинуть урядовий комплекс у Сухумі, але вони відмовилися це зробити та знову закликали до безумовної відставки.

### 17 листопада
17 листопада протестувальники продовжували утримувати комплекс урядових будівель і демонтувати огорожу навколо парламенту.

### 18 листопада
У ніч на 18 листопада біля будівлі Абхазької державної телерадіокомпанії сталася стрілянина. Переговори між представниками влади та опозиції почалися за участю спікера парламенту Лаші Ашуби. Аслана Бжанія на зустрічі представляли віце-президент Бадра Гунба, голова Державного митного комітету Атар Хеція та громадський діяч Давид Пілія. Від опозиції в переговорах брали участь Адгур Ардінба, Кан Кварчія та Леван Мікао.

### 19 листопада
19 листопада Аслан Бжанія та прем'єр-міністр Олександр Анкваб подали у відставку. Виконувати обов'язки президента призначений віце-президент Бадра Гунба, а прем'єр-міністром став екс-спікер парламенту Валерій Бганба.

## Реакція
- 15 листопада МЗС Росії прокоментувало, що тривожно стежить за подіями в Абхазії, назвавши їх «кризовою ситуацією».[11]
- Президентка Грузії Саломе Зурабішвілі категорично засудила кроки Росії щодо анексії окупованої Абхазії. Крім того, вона висловила солідарність з жителями Абхазії, які, за її словами, чинять опір спробам запровадити російське законодавство у республіці.[12]